# Dragon 32/64

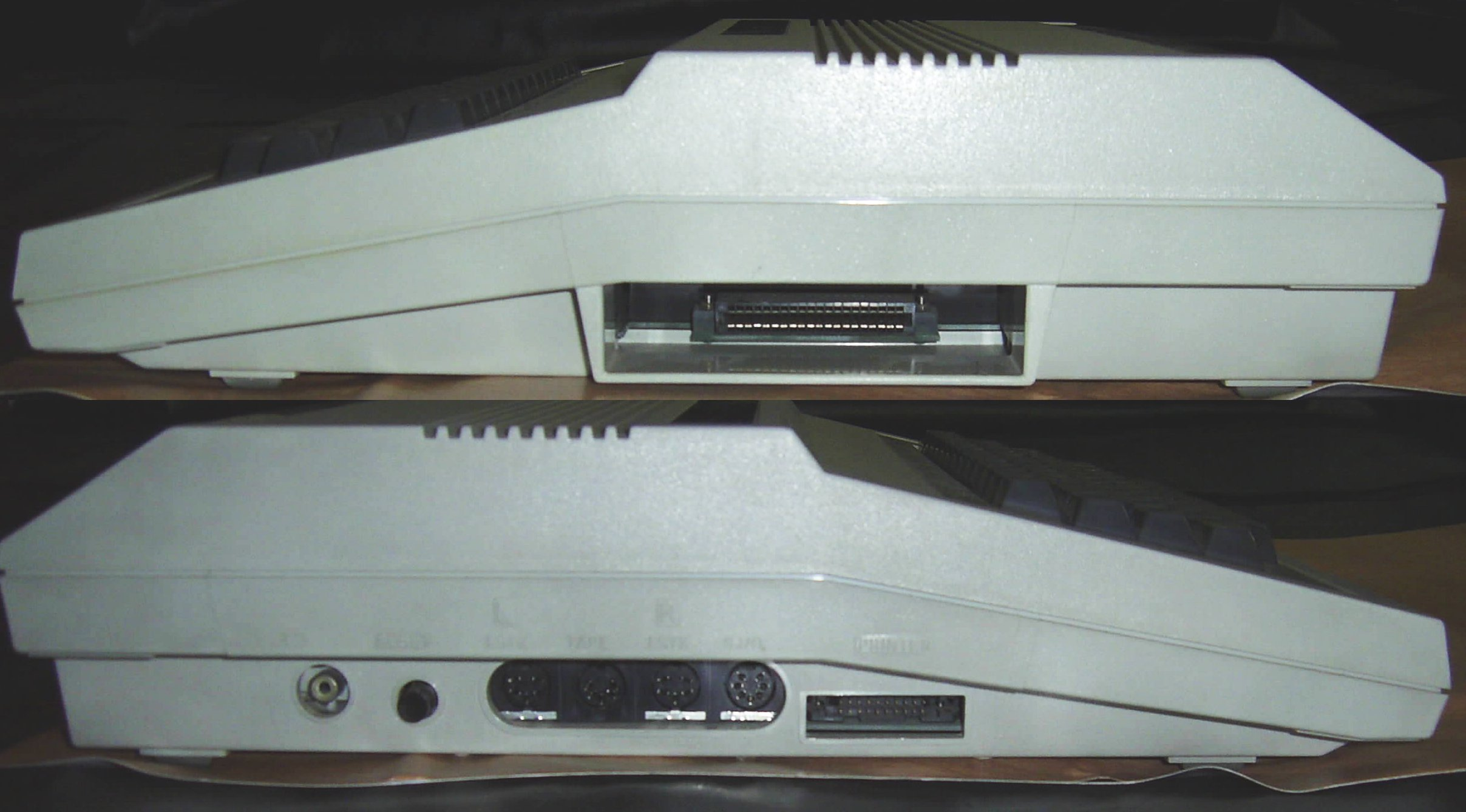
Vista izquierda y derecha de una Dragon 64

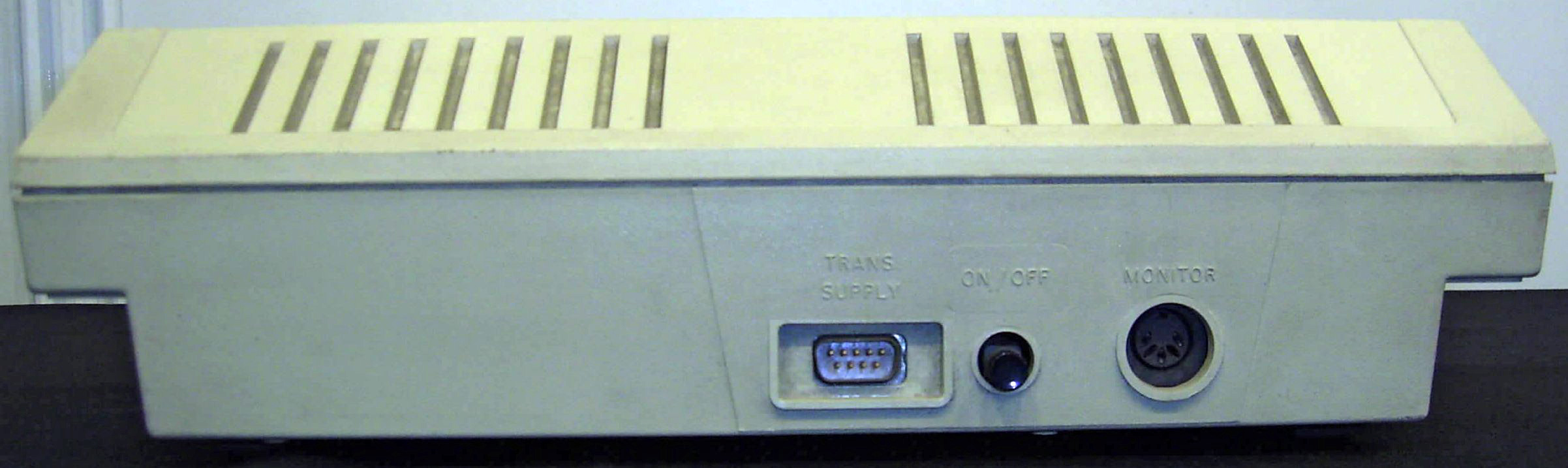
Vista trasera de una Dragon 32

La Dragon 32 y Dragon 64 fueron computadoras domésticas construidas en la década de 1980. Las Dragon fueron muy similares a la TRS-80 Color Computer (CoCo), y producidas para el mercado europeo por Dragon Data, Ltd., en puerto Talbot, Gales. Los números en los modelos reflejan la principal diferencia entre las dos máquinas, las cuales tiene 32 y 64 kilobytes de RAM, respectivamente.

## Historia
A principios de la década de 1980, el mercado británico de computadoras domésticas se encontraba en expansión. Nuevas máquinas eran lanzadas prácticamente cada mes. En agosto de 1982, Dragon Data se unió a la competencia con la Dragon 32; la Dragon 64 le siguió un año después. Las computadoras se vendieron bien al principio y esto atrajo el interés de muchos desarrolladores de software independientes, entre los más notables se encontraba Microdeal. Una revista, Dragon User también inició sus publicaciones poco después del lanzamiento de la máquina.
En el mercado privado de las computadoras domésticas, donde los videojuegos eran de importancia primordial, la Dragon sufrió por sus capacidades gráficas, las cuales eran inferiores a las máquinas contemporáneas tales como el Sinclair ZX Spectrum o el Commodore 64.
La Dragon no podía fácilmente desplegar letras minúsculas. Algunas aplicaciones sofisticadas podían sintetizarlas usando modos gráficos de alta resolución (de mismo modo en el que los caracteres definidos por el usuario eran desplegados en aplicaciones gráficas como videojuegos). Los programas más simples se manejaban sin minúsculas. Esta característica les impidió destacar en el naciente mercado educativo.
Como resultado de estas limitaciones, la Dragon no fue un éxito comercial, y Dragon Data colapsó en junio de 1984. Fue comprada por la compañía española Eurohard S.A. con idéntico resultado.
A pesar de la desaparición de la compañía matriz, las Dragon fueron populares. Tenía una placa madre robusta en un gabinete espacioso, y eran más tolerantes a las modificaciones caseras que muchas de sus contemporáneas, por lo que sus componentes se amontonaban en el menor espacio posible.

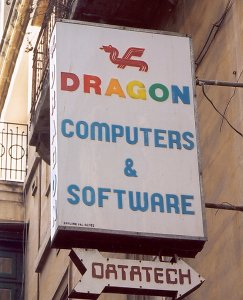
Dragon Logo